# Drug Discovery Today
Drug Discovery Today, abgekürzt Drug Discov. Today, ist eine wissenschaftliche Fachzeitschrift, die vom Elsevier-Verlag veröffentlicht wird. Derzeit erscheint die Zeitschrift mit zwölf Ausgaben im Jahr. Es werden Übersichtsarbeiten zum Thema Arzneimittelentwicklung veröffentlicht.
Der Impact Factor lag im Jahr 2016 bei 6.369. Nach der Statistik des ISI Web of Knowledge wird das Journal mit diesem Impact Factor in der Kategorie Pharmakologie und Pharmazie an zwölfter Stelle von 254 Zeitschriften geführt.